# 迷宮島
『迷宮島』（めいきゅうじま）は、1988年にアイレムが稼動したアーケード用のアクションパズルゲーム。
1990年6月29日にはファミリーコンピュータ用ソフトとして発売された。なお、1991年に『迷宮島 Special』という名称でPCエンジンへの移植版が発売予定だったが、諸事情により発売中止となった。
本作の稼動前のタイトルは『キックルキューブル』であった。そのため1988年に発売されたサウンドトラックCD『アール・タイプ〜アイレム・ゲーム・ミュージック』に収録されている本作の曲は、『キックルキューブル』の曲として表記されている。また、主人公の名前がキックルであるなど、多少の名残がある。また、日本国外では『Kickle Cubicle』（キックル・キュービクル）のタイトルで発売されている。
なお、以下の内容はファミリーコンピュータ版のものである。

## ゲーム内容

### システム
ゲームの目的は、主人公キックルが魔王ノースを倒し、氷の世界に変えられてしまったゆめの国と国王、さらにその娘を取り戻すこと。
それぞれの面は、やさいの国（全17ステージ）、くだものの国（全17ステージ）、おかしの国（全16ステージ）、おもちゃの国（全17ステージ）に分かれている。
各ステージは海に囲まれた氷の島で、敵キャラクターを凍らせて氷にし、それを海に向かって蹴ることで陸地を作ることが出来る。ステージ内にある宝袋を3つ取ることでステージをクリアできる。各国のステージを全部クリアするとボス戦へと突入する。ボス戦は基本的に、ボスキャラクターが繰り出す攻撃をかわし、それによって発生したアイテムを蹴って攻撃する。
プレイヤーは制限時間切れになるか、敵キャラクターに当たるか、滑ってくる氷に触れると残機が1消滅する。全ての残機が無くなるとゲームオーバーとなる。
また全ステージをクリアするとスペシャルステージとして高難易度のステージが20ステージ用意されている。

### 難易度
ゲームの難易度は、序盤は簡単なものが多く、後半に進むにしたがってパズル要素が強くなり、難易度が上がってくる。
特に最終ステージのおもちゃの国やスペシャルステージは、パズル要素だけでなくアクション要素も強くなり、プレイヤーを操作しつつ、パズルを解かなくてはならない高難易度なステージが続く。

## 登場キャラクター
キックル
このゲームの主人公。見た目は子どもで、赤い耳あてをつけている。お母さんと平和に暮らしていたが、ゆめの国の危機を知り魔王ノースを倒す旅にでる。口から冷気を噴いて敵を凍らせることができる。クリア後にはミルひめと結ばれ、ゆめの国の王子となる。
ミルひめ
魔王ノースにさらわれた国王の末娘で、おもちゃの国のお姫さま。ピンクのドレスを身にまとっている。クリア後には王国を救ったキックルと結ばれる。
トイス国王
夢の国の国王。
パンプひめ
やさいの国のお姫さま。赤いドレスを身にまとっている。
ルテアひめ
くだものの国のお姫さま。南国風の衣装を身にまとっている。
クリムひめ
おかしの国のお姫さま。水色のドレスを身にまとっている。

### ボスキャラクター
魔王ノース
このゲームの最大の敵。おもちゃの国（4面）のボス。バケツをかぶった雪だるまの姿をしており、手に蛇の頭の飾りのついた杖をもっている。杖から大きな水色の玉を飛ばしてくる攻撃と、画面外へ消えた後にキックルの頭上へと落下する攻撃をしてくる。
コケラ
やさいの国（1面）のボス。左目に眼帯をつけたニワトリのような姿で、荒っぽい口調の持ち主。4つに分裂する大きな氷の塊を投げつけてくる。
ピロロ
くだものの国（2面）のボス。「〜っピ」という独特の口調で話すピエロ。分裂するバウンドボールとクルクルと前転しながらジャンプする体当たりで攻撃する。
カパン
おかしの国（3面）のボス。河童の姿をしたボスでかなりの強者と恐れられている。分裂する甲羅を投げてくる他に、手足を甲羅に引っ込めて高速回転しながらステージ中を動き回る体当たり攻撃を仕掛けてくる。

## 移植版
| No. | タイトル              | 発売日                         | 対応機種               | 開発元   | 発売元   | メディア                | 型式            | 売上本数 | 備考 |
| --- | --------------------- | ------------------------------ | ---------------------- | -------- | -------- | ----------------------- | --------------- | -------- | ---- |
| 1   | 迷宮島 Kickle Cubicle | 1990年6月29日 1990年9月 1990年 | ファミリーコンピュータ | アイレム | アイレム | 2メガビットロムカセット | IF-18 ES-QC-USA | -        |      |

## スタッフ
- ゲーム・デザイン：北浩也
- プログラマー：にしけんじ（トータル・ディレクター）、松本茂一（リーダー）、きだにゆきや、きたむらみつや、たなかよしのり
- グラフィック：MANCHAN（GIVE ME YOME）、KAME YAMAZAKI、わたやきよし、ひらがみき
- サウンド：FAN、NORIBOZ、SCLAP
- オブスタクラー：GOMASURI、KAZUCHAN、JR9CLE、BOOK BRIDGE、MAMA SUGAKO
- 音楽：石田雅彦

## 評価
ファミリーコンピュータ版
ゲーム誌『ファミコン通信』の「クロスレビュー」では合計25点（満40点）、『ファミリーコンピュータMagazine』の読者投票による「ゲーム通信簿」での評価は以下の通りとなっており、18.05点（満30点）となっている。同誌1991年5月10日号特別付録の「ファミコンロムカセット オールカタログ」では、「反射神経がかなり必要なゲーム」と紹介されている。
| 項目 | キャラクタ | 音楽 | 操作性 | 熱中度 | お買得度 | オリジナリティ | 総合  |
| 得点 | 3.34       | 2.99 | 3.01   | 2.95   | 2.80     | 2.96           | 18.05 |